# Михаило Меденица
Михаило Меденица (Скопље, 21. новембар 1975) награђивани је српски новинар, уредник, политички аналитичар, извештач, сатиричар и сценариста стрипова.

## Биографија
У раном детињству је живео у Приштини, одакле је са шест година дошао у Београд. Завршио је основну школу „Браћа Рибар“ (данашња „Краљ Петар Први“), Десету београдску гимназију, а студирао је Филолошки факултет у Београду, смер општа књижевност са теоријом књижевности.
Писао је, између осталог, за листове Глас јавности, Политика, Press, Pressmagazin, а сад за Наше новине, Недељник и сајт Два у један на којем објављује са Стојаном Дрчелићем.
Аутор је књиге путописа Бестрагом („Прометеј“, Нови Сад, 2013), где су објављене приче о највећем ромском насељу у околини Скопља, бекташима - дервишком реду, Пештеру, Косову, Албанији, Аушвицу...
Био је сценариста сатиричног стрипа „Смешна страна српске стварности“ у дневнику Прес, чији су цртачи били Синиша Радовић, Раде Товладијац, Душан Гађански, Бојан М. Ђукић, Стево Маслек, као и „Наш стрип“ за Наше новине који је цртао Вујадин Радовановић.
Између осталог је добио и Награду „Лаза Костић“ Удружења новинара Србије 2009. године у категорији коментар,, затим Прву награду за новинску репортажу и статуету „Златна Ника“ 2012. и Другу награду и плакету „Златна Ника“ 2014. године на „Интерферу - Интернационалном фестивалу репортаже и медија“.
Члан је Управног одбора Удружења новинара Србије од 2013. године.